# 塚田満江
塚田 満江（つかだ みつえ、1918年11月19日 - 2020年5月4日）は、日本の日本近代文学研究者。京都女子大学名誉教授。筆名・黒田しのぶ。

## 経歴
日本領朝鮮（現・北朝鮮）生まれ。立命館大学大学院日本文学専攻修了。朝鮮京城梨花女子高等女学校教諭、帰国後は京都女子大学教授、1989年定年、名誉教授となる。樋口一葉、半井桃水を研究した。

## 著書
- 『私の文学鑑賞』黒田しのぶ 峯書房, 1955
- 『誤解と偏見 樋口一葉の文学』塚田満江 中央公論事業出版, 1967
- 『半島の少女たち』黒田しのぶ 吉村書房, 1978
- 『イギリスの花は紅かった』黒田しのぶ 吉村書房, 1980
- 『古都住みの記』黒田しのぶ 吉村書房, 1981
- 『半井桃水研究』丸ノ内出版、1986年